# Almenar de Soria
Almenar de Soria es un municipio y localidad española de la provincia de Soria, en la comunidad autónoma de Castilla y León. El término municipal, que incluye también las pedanías de Jaray, Castejón del Campo, Esteras de Lubia, Peroniel del Campo y Cardejón, tiene una población de 216 habitantes (INE 2024).  

## Geografía
Integrado en la comarca de Campo de Gómara, se sitúa a 26 km de la capital provincial. El término municipal está atravesado por la carretera nacional N-234, entre los pK 316 y 329, y por la carretera autonómica CL-101, que conecta con Ágreda y Almazán, además de por carreteras locales que permiten la comunicación con Tajahuerce, Buberos y Portillo de Soria. Forma parte del partido judicial de  Soria y de la comarca de Campo de Gómara.
| Noroeste: Arancón                    | Norte: Tajahuerce                | Nordeste: Pinilla del Campo |
| Oeste: Candilichera (exclave)        |                                  | Este: Noviercas             |
| Suroeste: Cabrejas del Campo y Aliud | Sur: Buberos y Portillo de Soria | Sureste: Torrubia de Soria  |

El relieve del municipio es predominantemente llano, aunque sobresalen la sierra de la Pica (1328 m) al norte, el pico Villamediana (1212 m) en el límite con Tajahuerce, y el pico Santa Bárbara (1229 m) cerca del límite con Portillo de Soria. El río Rituerto recorre parte del territorio entre Tajahuerce y Buberos para formar luego el límite natural con Aliud. La altitud oscila entre los 1328 m en la sierra de la Pica y los 980 m a orillas del río Rituerto. El pueblo se alza a 1018 m sobre el nivel del mar. 

## Historia
En la Edad Media es citado en el cantar de gesta de los Siete Infantes de Lara pues tal asunto se desarrolla también en Almenar en uno de los hechos que relata. Es citado por D. Ramón Menéndez Pidal en su obra: La leyenda de los infantes de Lara.
A la caída del Antiguo Régimen la localidad se constituye en municipio constitucional, en la región de Castilla la Vieja, partido de Soria, que en el censo de 1842 contaba con 110 hogares y 450 vecinos.
Hasta la reforma de la nomenclatura municipal de 1916 el municipio se llamaba simplemente Almenar. En dicha fecha su nombre fue modificado por el de Almenar de Soria.
El 4 de junio de 1969 crece el término del municipio porque incorpora a Cardejón, Castejón del Campo, Esteras de Lubia, Jaray y Peroniel del Campo.
Esta fusión municipal desdibuja los tradicionales límites entre los partidos de Soria y de Ágreda, perteneciendo e este último Cardejón, Castejón del Campo, Esteras de Lubia y Jaray.

## Demografía
Cuenta con una población de 216 habitantes (INE 2024).
| Gráfica de evolución demográfica de Almenar de Soria entre 1842 y 2021 |
| |
| Población de derecho según los censos de población del INE Población de hecho según los censos de población del INEEn estos censos se denominaba Almenar: 1842, 1857, 1860, 1877, 1887, 1897, 1900 y 1910 Entre el censo de 1970 y el anterior, crece el término del municipio porque incorpora a 42532 (Cardejón), 42534 (Castejón del Campo), 42546 (Esteras de Lubia), 42563 (Jaray) y 42591 (Peroniel de Campo) |

### Población por núcleos
| Núcleos            | Habitantes (2000) | Habitantes (2010) |
| ------------------ | ----------------- | ----------------- |
| Almenar de Soria   | 220               | 161               |
| Cardejón           | 41                | 32                |
| Castejón del Campo | 17                | 13                |
| Esteras de Lubia   | 33                | 21                |
| Jaray              | 34                | 25                |
| Peroniel del Campo | 42                | 36                |

## Patrimonio
- Iglesia de San Pedro Apóstol.

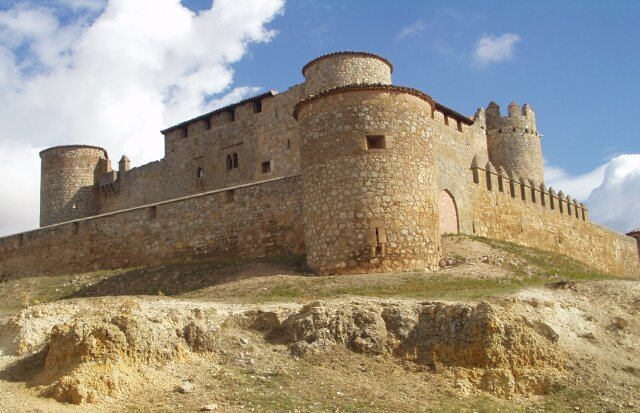
Castillo de Almenar

- Castillo de Almenar: Construido entre los siglos XV y XVI.
- Ermita de la Virgen de La Llana. siglo XVIII.

## Personas notables
- Leonor Izquierdo (1894-1912). Esposa del poeta Antonio Machado.[7]